# John Taintor Foote
John Taintor Foote (Leadville, 29 marzo 1881 – Los Angeles, 28 gennaio 1950) è stato uno scrittore, commediografo, sceneggiatore e produttore cinematografico statunitense.

## Biografia
Nato nel Colorado, a Leadville, John Taintor Foote studiò alla Kenyon Military Academy a Gambler, nell'Ohio. Iniziò a scrivere storie di ambiente sportivo. Il suo primo racconto apparve nel 1913 su The American Magazine. È l'autore della storia presa come spunto per Notorious - L'amante perduta, il film diretto nel 1946 da Alfred Hitchcock che era già stata adattata per lo schermo nel 1927 con il film Convoy. Svariati altri suoi lavori furono adattati per il cinema. Fu anche autore (o collaboratore) di cinque lavori teatrali tra i quali la commedia Toby's Bow e il dramma Tight Britches.
Nel 1938, Foote andò a Hollywood per lavorare alla sceneggiatura del suo libro The Look of Eagles che fu ribattezzato per il cinema Kentucky, un film che aveva come protagonista Loretta Young e che fece conquistare l'Oscar al miglior attore non protagonista a Walter Brennan.

### Vita privata
John Taintor Foote era sposato con Jessica Todhunter Foote (1894 - 1989). Morì nel gennaio 1950 a Los Angeles, all'età di 68 anni. Venne sepolto nell'Hollywood Forever Cemetery.

## Filmografia
- Toby's Bow, regia di Harry Beaumont (1919)
- Convoy, regia di Joseph C. Boyle e, non accreditato Lothar Mendes (1927)
- Kentucky, regia di David Butler (1938)
- Broadway Serenade, regia di Robert Z. Leonard (1939)
- Il canto del fiume (Swanee River), regia di Sidney Lanfield (1939)
- Il segno di Zorro (The Mark of Zorro), regia di Rouben Mamoulian (1940)
- Notorious - L'amante perduta (Notorious), regia di Alfred Hitchcock (1946)
- The Great Dan Patch, regia di Joseph M. Newman (come Joe Newman) (1949)
- The Story of Seabiscuit, regia di David Butler (1949)

## Spettacoli teatrali
- Toby's Bow (Broadway, 10 febbraio 1919)
- Tight Britches (Broadway, 11 settembre 1934)